# Meet the Feebles
Meet the Feebles (1989) is een Nieuw-Zeelandse zwartehumorfilm, geregisseerd door Peter Jackson. De film wordt door Muppet-achtige poppen gespeeld, de "Feebles". Feebles zijn poppen in de vorm van dieren (hoewel sommige poppen eigenlijk echte mensen in een pak waren) die samen een theatergezelschap vormen. Hoewel de Muppets het positieve, naïeve, speelse en onschuldige in de mens naar voren brengen, zijn de Feebles juist heel negatief, gemeen en ordinair.

## Verhaal
Meet the Feebles is het verhaal van de Feebles-theatergroep, die op een nacht live op tv op zullen treden. Als ze goed genoeg blijken te zijn, zullen ze een vaste tv-show krijgen en zullen ze allemaal rijk worden. Daarna volgen scènes met geweld, expliciete seksbeelden, drugsdealers, moorden, verkrachtingen en snuffs.

## Culturele impact
Ontmoet de Feebles, de film is een cultklassieker geworden, en is na het succes van regisseur Peter Jackson met The Lord of the Rings heel populair geworden. Tijdens zijn toespraak bij de Oscaruitreiking 2004 had Jackson het over de film, en merkte hij op dat hij "gelukkig niet door de Academy opgemerkt was".

## Rolverdeling
| Acteur           | Personage                      | Dier                                                   |
| ---------------- | ------------------------------ | ------------------------------------------------------ |
| Mark Hadlow      | Robert                         | egel                                                   |
| Mark Hadlow      | Heidi                          | nijlpaard                                              |
| Mark Hadlow      | Barry                          | Buldog                                                 |
| Mark Hadlow      | meisje zangkoor                |                                                        |
| Peter Vere-Jones | Bletch                         | walrus                                                 |
| Peter Vere-Jones | Arthur                         | worm                                                   |
| Peter Vere-Jones | The Baker                      |                                                        |
| Peter Vere-Jones | Newspaper                      | muis                                                   |
| Peter Vere-Jones | aankondiger                    |                                                        |
| Donna Akersten   | Lucille                        | poedel                                                 |
| Donna Akersten   | Samantha                       | kat                                                    |
| Donna Akersten   | Dorothy                        | schaap                                                 |
| Donna Akersten   | voedster 1                     |                                                        |
| Donna Akersten   | meisje zangkoor                |                                                        |
| Donna Akersten   | stem op geluidsband in fitness |                                                        |
| Stuart Devenie   | Sebastian                      | vos                                                    |
| Stuart Devenie   | Daisy                          | koe                                                    |
| Stuart Devenie   | Sandy                          | kip                                                    |
| Stuart Devenie   | Cedric                         | phacochoerus                                           |
| Stuart Devenie   | Eight Ball                     | kikker                                                 |
| Stuart Devenie   | Seymour                        | "Elechicken" (fictieve kruising tussen olifant en kip) |
| Stuart Devenie   | voedster 2                     |                                                        |
| Stuart Devenie   | meisje zangkoor                |                                                        |
| Brian Sergent    | Wynyard                        | kikker                                                 |
| Brian Sergent    | Trevor                         | rat                                                    |
| Brian Sergent    | The Fly                        | vlieg                                                  |
| Brian Sergent    | Dr. Quack                      | eend                                                   |
| Brian Sergent    | Jim                            | kikker                                                 |
| Brian Sergent    | Chuck                          | kikker                                                 |
| Brian Sergent    | Spider                         | spin                                                   |
| Brian Sergent    | Vietnamese goffers             |                                                        |
| Ross Jolly       | Harry                          | haas                                                   |
| Ross Jolly       | Dennis                         | miereneter                                             |
| Ross Jolly       | Abi Bargwan                    | Contortionisme                                         |
| Ross Jolly       | Mr. Big                        | walvis                                                 |
| Ross Jolly       | Pekingese                      | pekinees                                               |
| Ross Jolly       | Crab                           | krab                                                   |
| Ross Jolly       | Vietnamese goffers             |                                                        |
| Mark Wright      | Sidney                         | olifant                                                |
| Mark Wright      | The Masked Masochist           | sprinkhaan                                             |
| Mark Wright      | Louie                          | hond                                                   |
| Mark Wright      | Fish                           | vis                                                    |
| Mark Wright      | Poodle                         | poedel                                                 |
| Mark Wright      | Snake                          | slang                                                  |
| Mark Wright      | Crab                           | krab                                                   |
| Mark Wright      | meisje zangkoor                |                                                        |
| Fane Flaws       |                                | muzikale kikker                                        |